# Croix de la Pradette
La croix de la Pradette est une croix monumentale située à Montusclat, en France.

## Généralités
La croix est située au hameau de la Pradette, à un carrefour, près de l'oratoire dédié à Saint François Régis, sur le territoire de la commune de Montusclat, dans le département de la Haute-Loire, en région Auvergne-Rhône-Alpes, en France.

## Historique
La croix est datée du XVIe siècle. Saint François Régis se serait arrêté, selon la tradition orale, devant cette croix en 1636-1637, et cet événement amena la construction de l'oratoire à proximité de la croix. Elle a été vraisemblablement cachée pendant la révolution et donc préservée.
La croix est inscrite au titre des monuments historiques par arrêté du 11 juin 1930.

## Description
Le croisillon de la croit est de section ronde et écoté, renforcé à l'intersection des branches et sans fleurons aux extrémités. 
Au niveau iconographique, la croix présente un Christ « Syriaque » portant une couronne torsadée. De l'autre côté, une Vierge à l'enfant, posée sur des nuages, est couronné par un ange,.